# Moronou (région)
 (janvier 2015).
Si vous disposez d'ouvrages ou d'articles de référence ou si vous connaissez des sites web de qualité traitant du thème abordé ici, merci de compléter l'article en donnant les références utiles à sa vérifiabilité et en les liant à la section « Notes et références ».
Le Moronou ou région du Moronou est une région du centre-est de la Côte d'Ivoire, qui tire son nom du Royaume Agni du Moronou. Son chef-lieu est Bongouanou. 

## Historique
Le Moronou, anciennement intégré à la région du N'Zi-Comoé, devient une région entière en vertu du décret no 2012-612 du 4 juillet 2012 portant création de la région du Moronou. Anciennement, partie intégrante de la région du N’Zi, elle est devenue région administrative à part entière, le 4 juillet 2012.

## Politique
Véronique Aka (candidate indépendante) est élue présidente du conseil régional lors de l'élection régionale d'avril 2013 avec 46,18 % des voix. Pascal Affi N'Guessan du Front populaire ivoirien (FPI) est élu président du conseil régional lors de l'élection régionale d'octobre 2018 avec 43,15 % des voix, devant Véronique Aka (PDCI) qui obtient 42,61 % des voix. Soutenu par le RHDP lors de l'élection de septembre 2023, Affi N'Guessan est toutefois battu par Véronique Aka (PDCI) qui obtient 62,9 % des voix,.

## Description
Elle comporte trois départements : Bongouanou, Arrah et M’Batto, chacun subdivisé en sous-préfectures. Bongouanou en compte quatre : Andé, Assié-Koumassi, Bongouanou et N'Guessankro. Arrah compte trois sous-préfectures : Arrah, Kotobi et Krégbé. M'batto compte quatre sous-préfectures : Anoumaba, Assahara, M'Batto et Tiémélékro.

## Situation géographique
La région est bordée par le département de Toumodi (Bélier) à l’ouest, les départements de Dimbokro, Bocanda (N'Zi) et Daoukro (Iffou) au nord, le département d'Abengourou (Indénié-Djuablin) à l’est et plus au sud, par les départements d'Akoupé (La Mé), Agboville et Tiassalé (Agnéby-Tiassa).